# Nick Vujicic
Nicholas Nick James Vujicic, född 4 december 1982 i Melbourne, är en australisk predikant och VD för den icke-vinstinriktade organisationen Liv utan Lemmar. Vujicic saknar sedan födseln både armar och ben på grund av den mycket sällsynta tetra-amelia-sjukdomen. Han är av serbiskt ursprung.